# Запрет на латинскую печать в Латгалии
Запрет на латинскую печать в Витебской губернии и Литве — политика, введённая царским правительством России, действовала с 1865 по 1904 год. Запрет распространялся на печать и распространение любого текста латинскими буквами, то есть в антикве. Запрет на печать не существовал в остальной части Латвии (Видземе и Курземе), потому что там использовались готические буквы или фрактура . Это особенно затронуло Латгалию, а также территории современной Литвы, поэтому это затронуло поляков, литовцев и латышей (латгальцев), живущих на всей территории. Основная цель запрета состояла в том, чтобы уменьшить влияние польской знати в северо-западной части Российской империи после восстания 1863 года, а также ограничить распространение польской культуры. Он был одновременно этническим и конфессиональным (большинство поляков (также как латгальцы) были католиками) и работал в рамках русификации, пытаясь заменить латинскую графику, используемую поляками и латышами, кириллицей, которая использовалась в русском и других восточнославянских языках. Несмотря на то, что запрет печати был направлен в первую очередь на поляков, на территории Латгалии и Литвы он продлился дольше. Помимо запрета на латинскую печать в населённой латышами части Витебской губернии (Латгалии), также было ограничено обучение на латышском языке. В борьбе с запретом латинской печати в Латгалии активно участвовала латгальская интеллигенция, большую часть работы проделали Питерс Миглиникс и Андривс Юрджс, но в переписывании книг латинскими буквами также участвовали Ион Салиникс, Винсент Лейка, Йон Шейла и Йон Шкестерс.
Во время запрета на общение на латышском (в том числе латгальском) в школе или на хранение книг на латышском (в том числе латгальском), можно было арестовать или наложить другой вид наказания. Запрет на печать в Российской империи последовал за отменой крепостного права в 1861 году и последовавшими за этим беспорядками. Поскольку латгальские латыши не принимали участия в беспорядках, запрет на печатание не был полностью понят в первые годы, поэтому, например, Густав Мантейфелис продолжал печатать первый латгальский календарь, за это он был арестован на несколько лет. Подобное несоблюдение пресекалось. А. Стафецка подчёркивает, что запрет на печать парадоксален из-за времени его введения и введения в действие, потому что в то время был расцвет культуры и образования в остальной Европе, в том числе в Лифляндской и Куряляндской губерниях (например, первый Праздник песни и танца, был создан эпос «Лачплесис», резко возросла посещаемость школ, повысились навыки чтения и письма и т. д.). В целом запрет печати в Латгалии значительно задержал развитие культуры. XIX век В конце XIX века уровень неграмотности в Латгалии был самым высоким на нынешней территории Латвии. В то время книги, напечатанные на латгальском языке, издавались в Риге, Хельсинки и Санкт-Петербурге.
Несмотря на запрет на печатание, дети изучали латгальский язык дома по молитвенникам, которые были скреплены скобами у предыдущего поколения, переписаны или ввезены в Латгалию нелегально.
Запрет на латинскую печать был снят 7 мая 1904 года. По словам епископа Язепса Ранцана в своих воспоминаниях, архиепископ Могилёвский Я. Э. Шембекс на лекциях в Санкт-Петербургской духовной семинарии сказал, что просил императора Николая II и министров правительства снять запрет на печатание.